# كيم يون-هو
كيم يون-هو (هانغل: 김윤호) هو لاعب كرة قدم كوري جنوبي في مركز الدفاع، ولد في 21 سبتمبر 1990 في كوريا الجنوبية. لعب مع نادي بوسان أي بارك.

## وصلات خارجية
- كيم يون-هو على موقع دوري كوريا الجنوبية (الإنجليزية)
- كيم يون-هو على موقع قاعدة بيانات كرة القدم.إي يو (الإنجليزية)
- كيم يون-هو على موقع Soccerway.com (الإنجليزية)